# بطولة أوروبا تحت 19 سنة لكرة القدم للسيدات 2015
بطولة أوروبا تحت 19 سنة لكرة القدم للسيدات 2015 هو موسم من بطولة أوروبا تحت 19 سنة لكرة القدم للسيدات. أقيم خلال الفترة 15 يوليو 2015 وحتى 27 يوليو 2015، وفاز فيه منتخب السويد لكرة القدم للسيدات.